# Ли Харви Освалд
Ли Харви Освалд (енгл. Lee Harvey Oswald; Њу Орлеанс, 18. октобар 1939 — Далас, 24. новембар 1963) је био бивши амерички маринац који је, према закључцима две владине истраге, осумњичен да је извршио атентат на Џона Кенедија, председника Сједињених Држава 22. новембра 1963.
Воренова комисија је 1964. године установила да је Освалд деловао сам, а 1970-их је утврђено да, иако је Освалд тај који је пуцао, председник Кенеди је највероватније убијен као резултат завере. Неки критичари тврде да Освалд уопште ни није био умешан и да му је смештено, а развиле су се многе теорије завера, али није се појавио ни један други алтернативни осумњичени. Два дана после атентата, самог Освалда је убио Џек Руби.
Освалд је умро 24. новембра 1963. у „Parkland Memorial“ болници, у којој је, два дана раније, умро Џон Кенеди. Убиство Лија Харвија Освалда представља прво убиство у историји које је уживо забележено камером и емитовано на телевизији.

## Биографија
Ли Харви Освалд је рођен у Њу Орлеансу у америчкој савезној држави Луизијана, два месеца након смрти свог оца. Као дете Освалд је често западао у невоље, јер је према тврдњи психијатра био емоционално поремећена особа. Освалд је избачен из школе и у 17. години придружио се Маринском корпусу Сједињених Држава. Након тога је пребегао у СССР где је затражио држављанство, али је одбијен.
Године 1962. вратио се у Сједињене Америчке Државе са супругом Марином, рођеном совјетском држављанком и њиховом кћерком. У јуну 1962. Освалдови се селе у Форт Ворт у Тексасу. У октобру те године Освалд се запошљава у Тексашком складишту књига у Даласу.

## Атентат
Дана 22. новембра 1963. године снајпериста са шестог спрата споменуте зграде је испалио три хица на колону аутомобила у којој је био амерички председник Џон Кенеди, при томе смртно ранивши Кенедија и озледивши гувернера Тексаса Џона Конолија. Сат времена касније Освалд је ухапшен у дворани локалног биоскопа. Освалд је такође оптужен да је убио полицајца Џ. Д. Типита, који је убијен врло кратко након Кенедијевог убиства. Дана 24. новембра, када га је полиција водила из градског затвора у окружни затвор Освалда је, пред ТВ камерама, смртно ранио Џек Руби и то усред гомиле полицајаца и новинара. Руби, власник ноћног клуба у Даласу, тврдио је како је био избезумљен председниковим убиством.
Како би истражила Кенедијево убиство основана је посебна комисија, предвођена председником Врховног суда Ерлом Вореном. Упркос многобројним теоријама завере комисија је у свом закључку 1964. године утврдила да је Освалд деловао сам. Године 1979. комисија америчког Конгреса признала је да постоји могућност завере и изјавило како такође постоји могућности да је у убиство умешана још једна особа. О овом атентату написано је доста књига, новинских чланака, а снимљене су и бројне документарне серије. Међутим највећи успех постигао је играни филм „ЏФК“ Оливера Стоуна са Кевином Костнером у главној улози.